# Wenzel Lustkandl

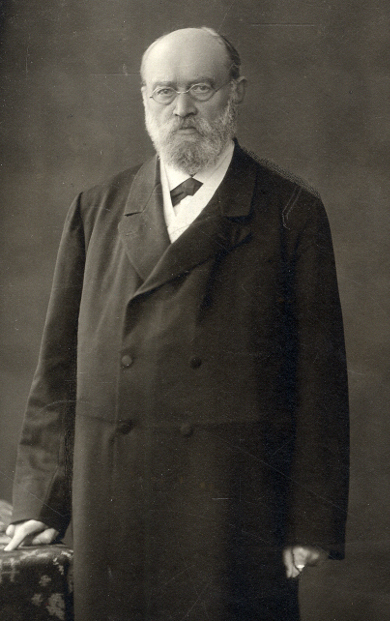
Wenzel Lustkandl

Wenzel Lustkandl (* 18. März 1832 in Schönbach bei Eger; † 18. Juni 1906 in Wien) war ein österreichischer Jurist und Politiker.

## Leben
Lustkandl studierte an der Universität Prag Rechtswissenschaften und schloss dieses Studium 1858 mit der Promotion zum Dr. jur. ab. Im darauffolgenden Jahr bekam er eine Anstellung als Präfekt am Theresianum in Wien. Während dieser Zeit spezialisierte er sich im Fach Staatsrecht und habilitierte sich 1864 an der Universität Wien. 1868 wurde er dann auch zum a. o. Prof. ernannt.
Ab 1870 gehörte er dem Gemeinderat in Wien an. Drei Jahre später vertrat er die österreichischen Liberalen als Abgeordneter zum Landtag von Niederösterreich. Als solcher war er maßgeblich an der Einführung des Reichsvolksschulgesetzes in Niederösterreich beteiligt.
In den Jahren 1878 bis 1885 war Lustkandl als Abgeordneter der Liberalen Mitglied des Reichsrates. 1889 wurde er zum Landesschulrat für Niederösterreich ernannt. Dieses Amt hatte er bis 1898 inne. 1894 erreichte er einen weiteren Höhepunkt seiner Karriere mit der Ernennung zum ordentlichen Professor für österreichisches Staatsrecht.
Im Alter von 74 Jahren starb Wenzel Lustkandl am 18. Juni 1906 in Wien.
Im Jahr 1885 wurde in Wien-Alsergrund (9. Bezirk) die Lustkandlgasse nach ihm benannt. Auch eine Gasse in St. Pölten trägt seinen Namen.

## Schriften
- Das ungarisch-österreichische Staatsrecht : zur Lösung der Verfassungsfrage; historisch-dogmatisch dargestellt. Braumüller, Wien 1863, OCLC 561242993.
- Das Wesen der österreichischen Reichsverfassung. Eine akademische Antrittsrede. Braumüller, Wien 1864, OCLC 80826932.
- Der Kaiser und König in Österreich-Ungarn. A. Hölder, Wien 1895. (1. Theil: Geschichtliche Darstellung. OCLC 78033992)